# 헤하카 사파

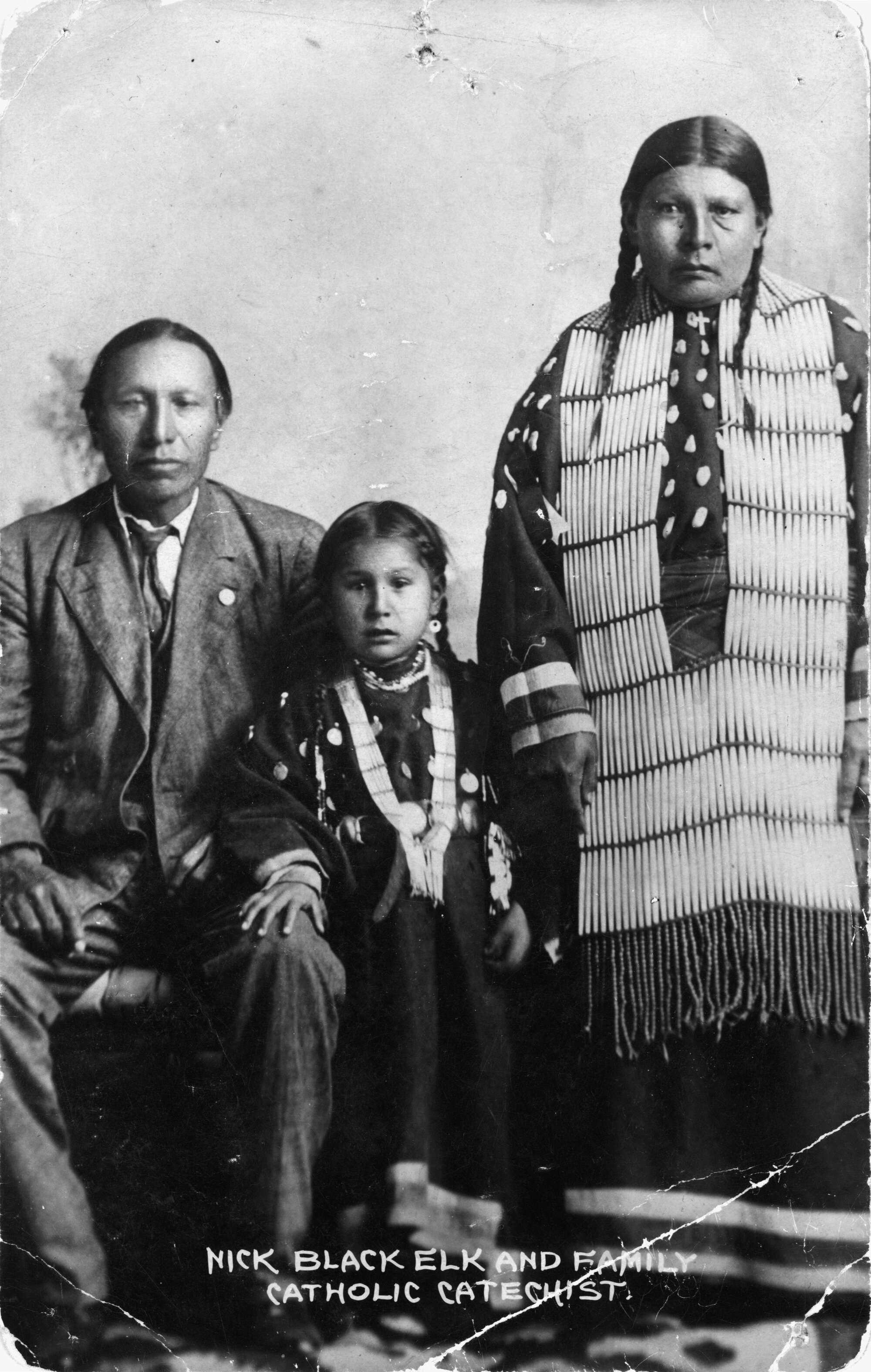
검은고라니

헤하카 사파(Heȟáka Sápa, 1863년 12월 ~ 1950년 8월 17일 또는 19일) 또는 이름을 직역한 검은 사슴(Black Elk)은 오글랄라 라코타 (수우족)의 의술사이다. 그는 타슝카 위트코(그의 말은 미쳤다)의 6촌이었다.

## 생애
그가 12세 되던 즈음 1876년의 리틀빅혼 전투에 참가하였으며 1890년에 운디드니 학살에서 상해를 입었다.
1887년에 그는 버펄로 빌의 와일드 웨스트 쇼(Wild West Show)로 말미암아 영국으로 여행을 갔으며 여기서 검은고라니는 말한다의 20장에 서술한 그의 말에 따르면 기분이 썩 좋지 않은 체험이었다고 하였다.
헤하카 사파는 그의 첫 아내 Katie War Bonnett와 1892년에 결혼하였다. 그녀는 가톨릭 신자가 되었으며 그의 자식 셋 모두 가톨릭 세례명을 받았다. 1903년에 그녀가 죽자 그 또한 가톨릭 신자가 되어 "Nicholas Black Elk"라는 세례명을 받았으며 전도사로 일을 하였다. 그는 사람들 사이에서 영적 지도자의 역할을 계속 수행하였다. 그는 1905년에 딸 둘이 있는 홀어미인 Anna Brings White와 재혼하였다. 그녀가 1941년에 죽기까지 그들은 아이 셋을 더 낳았다.
헤하카 사파가 죽을 즈음 그는 그의 인생 이야기와 수많은 신성한 수우족 의식을 존 니이하트와 조셉 엡스 브라운에게 밝혀 책 출판으로 이어졌고 그가 이야기를 전달하겠다는 의도는 수많은 관심을 불러일으켰다.

## 관련 서적
헤하카 사파가 쓴 책
- 6대조 할아버지(The Sixth Grandfather)
- 검은고라니는 말한다(Black Elk Speaks)
- 성스러운 담뱃대(The Sacred Pipe)
- Spiritual Legacy of the American Indian

헤하카 사파에 대한 책
- Black Elk: Holy Man of the Oglala
- Nicholas Black Elk: Medicine Man, Missionary, Mystic
- 6대조 할아버지(The Sixth Grandfather)
- Black Elk and Flaming Rainbow
- Black Elk’s Religion: The Sun Dance and Lakota Catholicism
- Black Elk: Colonialism and Lakota Catholicism
- Black Elk Reader

## VHS 비디오 및 DVD
- Writings of Black Elk (C-SPAN, 2001) ID: 165060. 길이: 2:32.
- Black Elk (C-SPAN, 2001) ID: 165105. 길이: 0:34.
- Native Spirit and the Sun Dance Way, DVD 다큐멘터리, 2007년, World Wisdom.

## 같이 보기
- 검은고라니는 말한다